# Omladinski Stadion
Az Omladinski Stadion (szerbül: Омладински стадион) egy Belgrádban található, többnyire labdarúgó mérkőzésekre használt multifunkcionális stadion. Ez a stadion szolgál otthonául az OFK Beograd csapatának. Az Omladinski maximális befogadóképessége 19 100 fő, ebből 10 600 az ülőhelyek száma. 2012 decemberétől az épület romló állapota miatt csak a kapacitás harmadát kihasználva üzemel.

## Története
A stadion hivatalos megnyitóját 1957. augusztus 10-én tartották, az FK Radnički és az FK Spartak mérkőzött meg egymással ez alkalommal. 
Az első hivatalos bajnoki mérkőzést az OFK Beograd (akkor mint BSK) augusztus 24-én a Budućnost Podgorica ellen vívta és nyerte meg 3-1 arányban. Amellett, hogy a stadion az OFK otthonául szolgál, saját stadionjuk átépítésekor pályára lépett itt a Partizan Belgrád, a Crvena zvezda és a FK Radnički is. 
Az építésért felelős tervezőmérnök Karlo Kacl, asszisztensei Kosta Popović és az építész Aleksandar Radovanovic voltak, a munkálatok menedzsere pedig Sava Petković.

### Adatok a stadionról
Az Omladinski (azaz Ifjúsági) Stadion, bár elsősorban labdarúgó mérkőzésekre tervezték, egy többfunkciós létesítmény, de több koncertet is szerveztek már itt és adott helyt iskolai versenyeknek is. A műfűvel borított játékteret 105 x 70 méter nagyságú lelátó veszi körül, kiegészülve cselgáncs, kerékpár, tenisz, kosárlabda és kézilabda pályával, így összterülete összesen 81 500 négyzetméter.
Mikor a stadion megnyitotta kapuit, 28 000 néző befogadására volt alkalmas, ebből 23 820 volt az ülőhely és bizonyos események alkalmával harmincezer fősre volt bővíthető. A rekonstrukciós munkálatok 2000-ben kezdődtek. Felújították az öltözőket, a jacuzzit és a szaunát, majd új székeket és kijelzőt szereltek fel. A keleti lelátó 92 új ülőhellyel bővült, valamint sajtóközpontot hoztak létre, ami 30 újságíró befogadására képes. 
A stadion keleti és nyugati részét tető fedi, a műfüvesítés 1999-ben kezdődött. A rekonstrukciós munkálatok folyamán új kandallábereket helyeztek el, biztosítva a stadion világítását, figyelembe véve a nemzetközi szövetség előírásait és szabványait.
Mindezek ellenére az Omladinski állapota folyamatosan romlott, ezért 2012 óta nem rendeznek benne nemzetközi mérkőzést. A város és az önkormányzat több petíciót is kapott az újabb renoválási munkálatok megkezdésére vonatkozóan.

## Külső információk
- Az OFK Beograd hivatalos honlapja
- Sačuvajmo Omladinski stadion - stadion Beograda!